# Acetat
Den här artikeln handlar om salter och estrar av ättiksyra. För textilfibrer av acetatsilke, se acetat (textilfibrer).
| Strukturformel, acetat | Molekylmodell, acetat |
| Acetatjonen (CH3CO2– ) |                       |

Acetat eller etanoat är salter och estrar av ättiksyra. Acetatjonen består av en acetylgrupp med en extra syreatom som ger jonen dess laddning -1.
Inom kemi brukar acetat förkortas AcO– där Ac står för acetylgruppen och O för den extra syreatomen. Vanligtvis skrivs den CH3CO2– eller CH3COO–

## Salter
Acetatsalter är jonföreningar som innehåller acetatjoner (CH3CO2–), till exempel ammoniumacetat (NH4CH3CO2).
Acetatjonen är en karboxylatjon och är den korresponderande basen till ättiksyra.

## Estrar
Acetatestrar har den generella formeln CH3COOR, där R är en organylgrupp. Den viktigaste är cellulosaacetat.